# Zelotes aurantiacus
Zelotes aurantiacus este o specie de păianjeni din genul Zelotes, familia Gnaphosidae, descrisă de Miller, 1967. Conform Catalogue of Life specia Zelotes aurantiacus nu are subspecii cunoscute.